# Hold
En menneskegruppe eller et hold består af flere personer, som har noget til fælles (kultur, musiksmag, ønsker, mål for livet osv.). I nogle sammenhænge bruges synonymet team.
Eksempler på gruppe eller hold kan være fra skoler (kursushold), fra idræten, sporten (holdsport, fodboldhold) osv.

## Relaterede begreber
- besætning (på fly, skibe)
- socialgruppe
- teamwork
- teambuilding

| Samfund | Spire Denne samfundsartikel er en spire som bør udbygges. Du er velkommen til at hjælpe Wikipedia ved at udvide den. |